# Болгарєв Павло Тимофійович
Павло́ Тимофі́йович Бо́лгарєв (нар. 27 серпня 1899, Нижнє — пом. 21 жовтня 1967, Сімферополь) — український радянський вчений в галузі виноградарства. Професор з 1934 року.

## Життєпис
Народився 27 серпня 1899 року в Нижньому (нині смт Попаснянського району Луганської області) в багатодітній селянській сім'ї. В 1923 році закінчив агрономічний факультет Кримського університету, а в 1925 році — Кримський інститут спеціальних і технічних культур в Сімферополі. З 1924 року на викладацькій роботі. З 1932-го по 1967 рік завідував кафедрою виноградарства в Кримському сільськогосподарському інституті. Одночасно у 1954—1962 роках проректор з навчальної та наукової роботи цього інституту.
Помер в Сімферополі 21 жовтня 1967 року.

## Наукова діяльність
Основні наукові праці присвячені питанням ампелографії, розсадництва, агротехніки вирощування, технології зберігання і безалкогольної переробки винограду. Автор 96 наукових робіт. Серед них:
- Агротехника виноградарства Крыма. [Симферополь], 1946;
- Виноградарство Крыма. Симферополь, 1951;
- Сбор, сортировка, упаковка и хранение столовых сортов винограда. Симферополь, 1956;
- Виноградарство. Симферополь, 1960.

## Відзнаки
- Заслужений діяч науки УРСР (з 1960 року);
- Нагороджений орденом Трудового Червоного Прапора, медалями.